# Trip Hawkins
William Murray Hawkins III (Pasadena, 28 dicembre 1953) è un imprenditore statunitense.

## Biografia
Laureatosi all'università di Harvard in Strategia e  teoria dei giochi applicata, ha lavorato alla Apple Computer dal 1978 al 1982, quando lasciò la società per fondare la Electronic Arts. Nel 1991, dopo aver lasciato anche tale ultima società creò la The 3DO Company, che promosse la console 3DO prodotta dal 1993 al 1996.
Dopo il fallimento di The 3DO Company, nel tardo 2003 Hawkins annunciò l'intenzione di avviare una nuova società chiamata Digital Chocolate con l'obiettivo di sviluppare videogiochi per i dispositivi portatili come i PDA o i cellulari. Dopo aver lasciato l'incarico di amministratore delegato anche dalla Digital Chocolate, nel 2012 ha creato la If You Can, una società specializzata nella creazione di videogiochi per bambini, per la quale nel 2014 ha raccolto 6,5 milioni di dollari di finanziamenti.

## Onorificenze
Nel 2005, Hawkins è diventata l'ottava persona ad essere inserita nella Hall of fame dell'Academy of Interactive Arts & Sciences.